# Прислон (Беляевское сельское поселение)
Прислон — деревня в Вилегодском муниципальном округе Архангельской области.

## География
Находится в юго-восточной части Архангельской области на расстоянии приблизительно 24 км на запад-северо-запад по прямой от административного центра района села Ильинско-Подомское.

## История
Еще в 1710 году отмечалась, что «деревня, что был починок Прислон за речкой Анисимовицею», запустела. В 1859 году здесь (деревня Сольвычегодского уезда Вологодской губернии) было учтено 8 дворов. До 2020 года входила в состав Беляевского сельского поселения до его упразднения.

## Население
Численность населения: 0 человек (1710 год), 58 (1859), 2 (русские 100 %) в 2002 году, 0 в 2010.